# Assimineidae
Famille
Synonymes
- Omphalotropidinae Thiele, 1927[2]
- Paludinellidae Habe, 1976[3]
- Thaanumellinae Clench, 1946[2]

Les Assimineidae sont une famille de mollusques gastéropodes de l'ordre des Littorinimorpha. 

## Liste des genres
Selon World Register of Marine Species (17 novembre 2018) :
- genre Acmella W. T. Blanford, 1869
- genre Anaglyphula B. Rensch, 1932
- genre Angustassiminea Habe, 1943
- genre Assiminea J. Fleming, 1828
- genre Assimineidae incertae sedis
- genre Atropis Pease, 1871
- genre Austroassiminea Solem, Girardi, Slack-Smith & Kendrick, 1982
- genre Austropilula Thiele, 1927
- genre Aviassiminea Fukuda & Ponder, 2003
- genre Balambania Crosse, 1891
- genre Cavernacmella Habe, 1942
- genre Chalicopoma Möllendorff, 1894
- genre Conacmella Thiele, 1925
- genre Conassiminea Fukuda & Ponder, 2006
- genre Crosilla Thiele, 1927
- genre Cryptassiminea Fukuda & Ponder, 2005
- genre Cyclomorpha Pease, 1871
- genre Cyclotropis Tapparone Canefri, 1883
- genre Ditropisena Iredale, 1933
- genre Duritropis Iredale, 1944
- genre Ekadanta Rao, 1928
- genre Electrina Baird, 1850
- genre Euassiminea Heude, 1882
- genre Eussoia Preston, 1912
- genre Fijianella Cooke & Clench, 1943
- genre Garrettia Paetel, 1873
- genre Heteropoma Möllendorff, 1894
- genre Kubaryia Clench, 1948
- genre Leucostele Thiele, 1927
- genre Limborelia Iredale, 1944
- genre Macrassiminea Thiele, 1927
- genre Metassiminea Thiele, 1927
- genre Nesopoma Clench, 1958
- genre Omphalotropis L. Pfeiffer, 1851
- genre Opinorelia Iredale, 1944
- genre Ovassiminea Thiele, 1927
- genre Paludinella L. Pfeiffer, 1841
- genre Paludinellassiminea Habe, 1994
- genre Ponapella Clench, 1946
- genre Pseudassiminea Thiele, 1927
- genre Pseudocyclotus Thiele, 1894
- genre Pseudogibbula Dautzenberg, 1891
- genre Pseudomphala Heude, 1882
- genre Quadrasiella Möllendorff, 1894
- genre Rapanella Cooke & Clench, 1943
- genre Rugapedia Fukuda & Ponder, 2004
- genre Rupacilla Thiele, 1927
- genre Scalinella Pease, 1867
- genre Schuettiella Brandt, 1974
- genre Sculptassiminea Thiele, 1927
- genre Solenomphala Heude, 1882
- genre Spiratropis Kobelt & Möllendorff, 1900
- genre Suterilla Thiele, 1927
- genre Sychnotropis Möllendorff, 1898
- genre Taiwanassiminea Kuroda & Habe, 1950
- genre Telmosena Iredale, 1944
- genre Thaanumella Clench, 1946
- genre Turbacmella Thiele, 1927
- genre Tutuilana Hubendick, 1952
- genre Wrayanna Clench, 1948